# Svanaträsket (Jokkmokks socken, Lappland)
Svanaträsket är en sjö i Jokkmokks kommun i Lappland och ingår i Piteälvens huvudavrinningsområde. Sjön har en area på 0,214 kvadratkilometer och ligger 305 meter över havet. Svanaträsket ligger i naturreservatet Svanaträsk och i Svanträsk Natura 2000-område.

## Delavrinningsområde
Svanaträsket ingår i det delavrinningsområde (733621-169767) som SMHI kallar för Mynnar i Vitbäcken. Medelhöjden är 295 meter över havet och ytan är 27,38 kvadratkilometer. Det finns inga avrinningsområden uppströms utan avrinningsområdet är högsta punkten. Vattendraget som avvattnar avrinningsområdet har biflödesordning 4, vilket innebär att vattnet flödar genom totalt 4 vattendrag innan det når havet efter 112 kilometer. Avrinningsområdet består mestadels av skog (56 procent) och sankmarker (39 procent). Avrinningsområdet har 0,6 kvadratkilometer vattenytor vilket ger det en sjöprocent på 2,2 procent.